# 톈진 방송탑

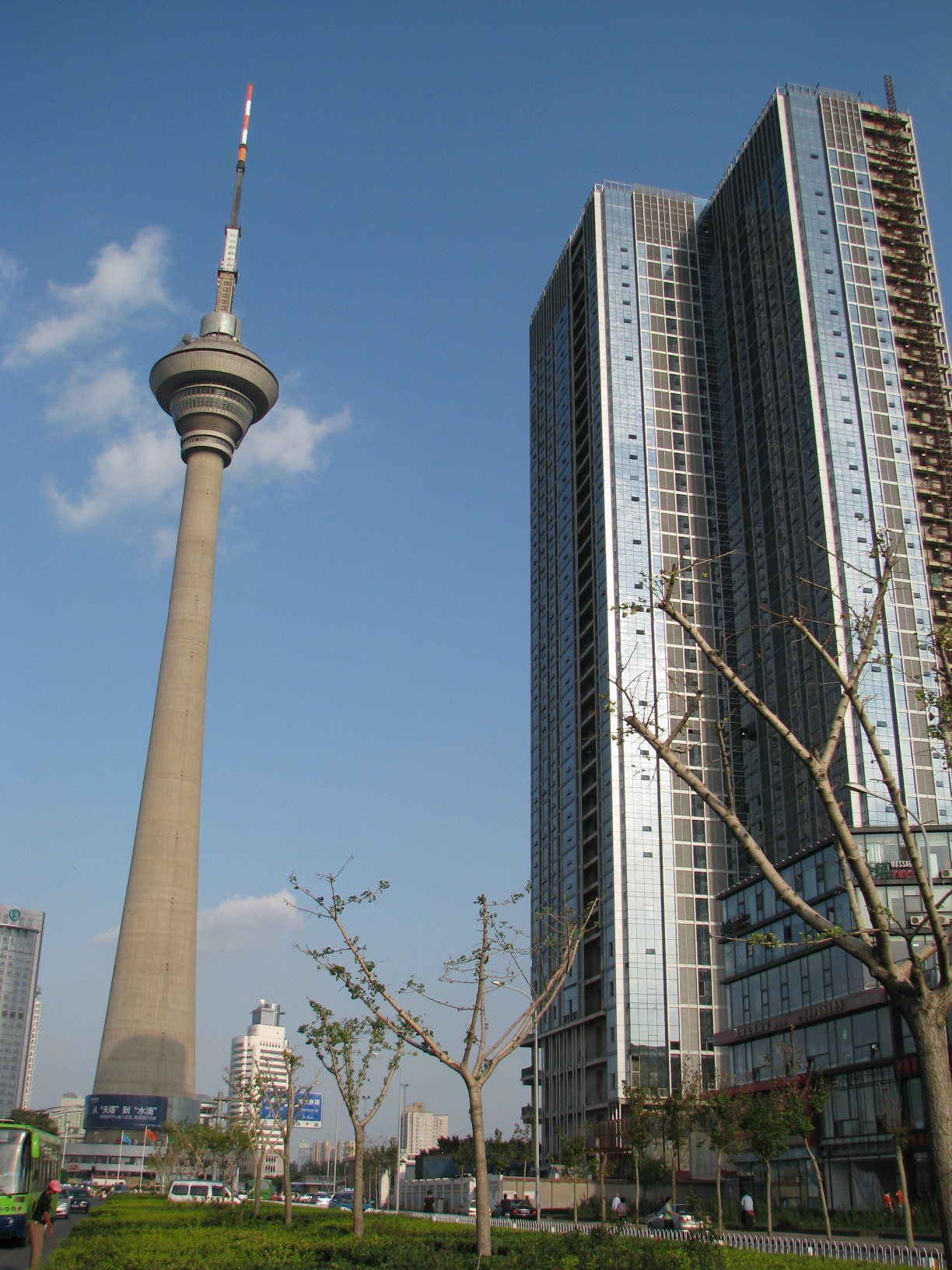
톈진 방송탑

톈진 방송탑(영어: Tianjin Radio and Television Tower, 중국어: 天津广播电视塔)는 중화인민공화국 톈진시 허시 구에 위치한 방송 송출탑으로 총 길이는 415.2m이다. 스카이 타워(天塔)라고도 불린다.
17500만 위안의 비용을 들여 1988년 6월 5일에 공사를 시작, 3년 4개월 후인 1991년 10월 1일에 완성되었다.

## 송출중인 방송 채널
- 라디오
  - 톈진인민방송（전 방송）
  - 중앙인민방송（CNR1,2,3의 FM 방송）

- 지상파 아날로그 텔레비전
  - 중국중앙텔레비전 - CCTV-1, CCTV-7
  - 톈진 텔레비전 - 뉴스 채널, 문화 채널, 어린이 채널, 톈진위성텔레비전

- 지상파 디지털 텔레비전
  - 톈진 텔레비전 - 스포츠 채널
  - 톈진 북방 모바일 채널
  - 중국중앙텔레비전 - CCTV-13, CCTV-HD